# 에숭아시

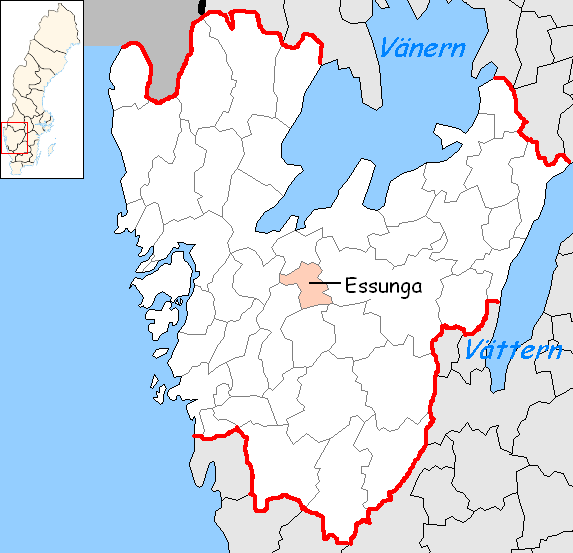
에숭아 시의 위치

에숭아시(스웨덴어: Essunga kommun)는 스웨덴 베스트라예탈란드주에 위치한 지방 자치체로 행정 중심지는 노세브로이며 면적은 235.73km2, 인구는 5,620명(2016년 12월 31일 기준), 인구 밀도는 24명/km2이다.

시 문장